# بيل 212
بيل 212 (بالإنجليزية: Bell 212)‏ هي مروحية أنتجت في 1968 بالولايات المتحدة. من صناعة بيل للمروحيات. هي مروحية هليكوبتر ثنائية المحرك وكذلك ثنائية الشفرة أُنْتِجَت في فورت وورث في تكساس
طائرة 212 تتميز بوجود 15 مقعد واحد للطيار و 14 مسافر وحجمها الداخلي يصل إلى 6.23 متر مكعب. أقصى حمولة لهذه الطائرة هي 5000 رطل أي ما يعادل 2268 كيلوغرام.
كانت تسمى في سبعينيات القرن المنصرم (دبور الجحيم)